# Каменный век (настольная игра)
Каменный век — настольная игра немецкого стиля, разработанная Майклом Туммельхоффером и опубликована в 2008 году. Эта игра на тему каменного века, которая включает в себя управление племенем для сбора ресурсов и постройки деревни с самым могущественным вождем.
Игроки собирают дерево, добывают камень и глину, вымывают золото из реки. Они свободно торгуют, расширяют свою деревню и таким образом достигают нового уровня цивилизации. В доисторические времена игроки соревнуются за еду, соблюдая баланс удачи и планирования.

## Компоненты игры
- 1 игровое поле
- 4 планшета игроков
- 68 фишек ресурсов
- 40 фишек жителей
- 8 маркеров
- 53 жетона еды
- 28 жетонов построек
- 18 жетонов инструментов
- 1 жетон первого игрока c подставкой
- 36 карт цивилизации
- 7 кубиков
- 1 стакан для кубиков
- правила игры

## Награды
- 2008 год номинант Spiel des Jahres
- 2008 год Deutscher Spiele Preis 2-е место.